# Iustin Batișcev
Iustin Batișcev (în rusă Иустин Николаевич Батищев, în ucraineană Іустин Миколайович Батищев; n. 1/13 mai 1882, Cetatea Albă, Basarabia, Imperiul Rus – d. 27 mai 1969, Cetatea Albă, RSS Ucraineană, URSS), poreclit Almazov, a fost un revoluționar bolșevic din Basarabia și om de stat sovietic.

## Biografie
S-a născut în 1882 în Cetatea Albă, în sudul Basarabiei (azi în Ucraina). De la vârsta de 11 ani a început să lucreze ca păstor. Ulterior a lucrat ca tâmplar în guberniile Basarabia și Herson. 
A participat la Revoluția Rusă din 1905, distribuind materiale revoluționare printre soldați. S-a stabilit apoi la Tatarbunar. A luptat în Primul Război Mondial în Armata Imperială Rusă, apoi s-a întors la Tatarbunar, care a devenit parte a României.

Iustin Batișcev ca deputat în Sovietul Suprem al URSS

Din 1919 a început să activeze în mișcarea comunistă clandestină din Basarabia. A fost unul dintre organizatorii Răscoalei de la Tatarbunar, motiv pentru care a fost arestat și condamnat la închisoare pe viață în cadrul Procesului celor 500. A fost închis la Ocnele Mari, Doftana, Jilava și Chișinău. A fost eliberat în 1940, în urma ocupației sovietice a Basarabiei și Bucovinei de Nord. Tot în același an s-a înscris în PCUS. A fost deputat în Sovietul Suprem al Uniunii Sovietice în perioada 1941-1950.
A decedat în 1969, în Cetatea Albă.

## Comemorare
În casa sa din Tatarbunar a fost instalată o placă comemorativă, care a fost demontată la 31 ianuarie 2025, în urma decomunizării Ucrainei.